# Zorro (informatica)

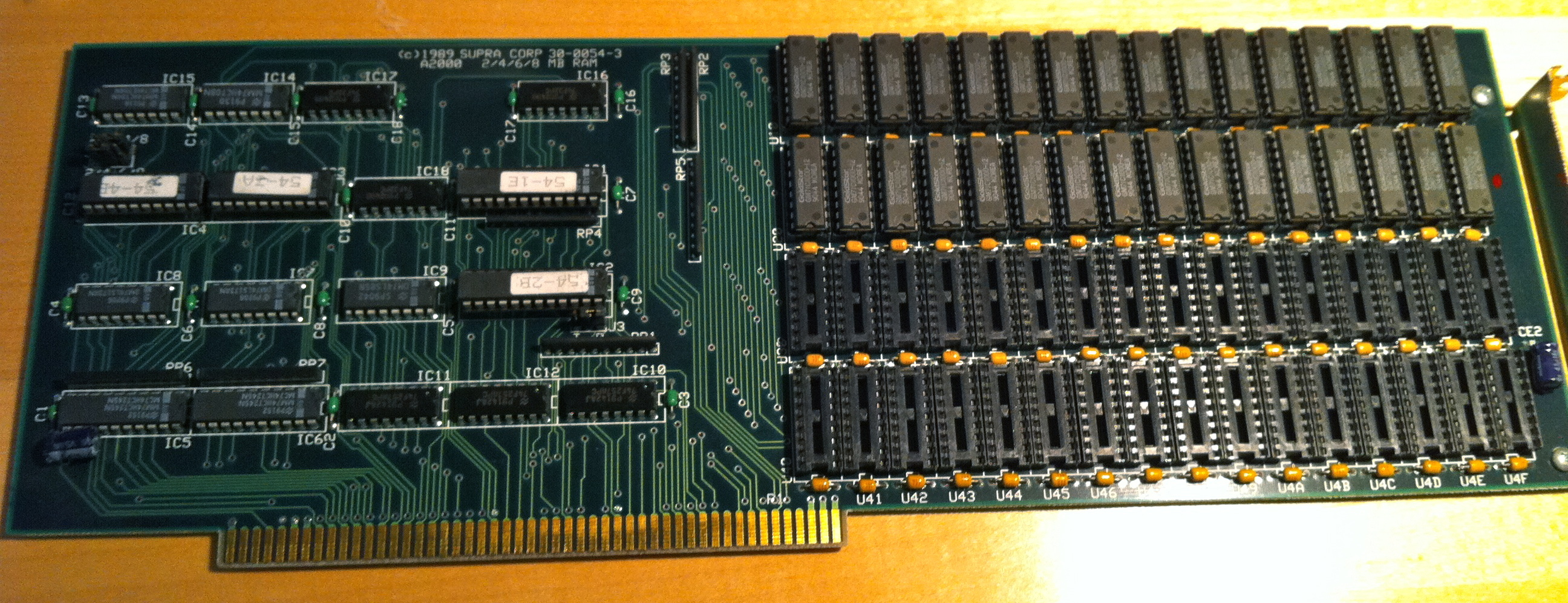
Scheda di espansione RAM per bus Zorro II (4 MB installati, max 8 MB)

Zorro è il bus proprietario della piattaforma informatica Amiga dedicato all'espansione delle sue funzionalità.
Sul bus Zorro sono implementate capacità di plug and play che nella piattaforma Amiga prendono il nome di AutoConfig.
Il nome Zorro ("La Volpe"), come il noto bandito dei libri e del cinema, fu dato dagli sviluppatori Amiga per la sua capacità di autoconfigurarsi velocemente e per la capacità di riconoscere le schede in automatico con una "furbizia" quasi "umana".
Il bus Zorro è stato implementato in tre versioni equipaggianti gli Amiga desktop (Amiga 1500, 2000, 2500, 3000, 3000T, 4000, 4000T).
Anche gli Amiga in formato home (500, 600, 1200) potevano montare schede per implementare il bus Zorro, solitamente attraverso il connettore multifunzione presente sul lato inferiore dello chassis.

## Versioni del bus
Zorro I è implementato nell'Amiga 1000. È il connettore laterale per espansioni esterne di cui è dotato il computer. 
Zorro II, a 16 bit, è dotato di funzionalità di accesso diretto alla memoria (DMA) ed è disponibile sugli Amiga 1500, 2000 e 2500.
Zorro III, a 32 bit e 33 MHz, è implementato sugli Amiga 3000, 3000T, 4000 e 4000T.
Ha anch'esso funzionalità di accesso diretto alla memoria, è in grado di gestire anche le schede a 16 bit e può lavorare sia in modalità sincrona che asincrona. In quest'ultima modalità la scheda Zorro, una volta ricevuta l'autorizzazione dalla CPU, diventa autonoma e non necessita più di ricevere istruzioni da essa fino al successivo comando diretto esplicito. 